# Ponteilla
Ponteilla (în catalană Pontellà) este o comună în departamentul Pyrénées-Orientales din sudul Franței. În 2009 avea o populație de 2.782 de locuitori.

## Evoluția populației
| An        | 1975  | 1982  | 1990  | 1999  | 2006  | 2009  |
| --------- | ----- | ----- | ----- | ----- | ----- | ----- |
| Populație | 1.082 | 1.182 | 1.521 | 1.827 | 2.540 | 2.782 |